# Coryphosima nimbana
Coryphosima nimbana är en insektsart som beskrevs av Lucien Chopard 1958. Coryphosima nimbana ingår i släktet Coryphosima och familjen gräshoppor. Inga underarter finns listade i Catalogue of Life.